# Melilla La Vella
Melilla la Vella és una ciutadella emmurallada de la ciutat espanyola de Melilla i una de les majors d'Espanya amb 2000 metres de longitud.

## Història

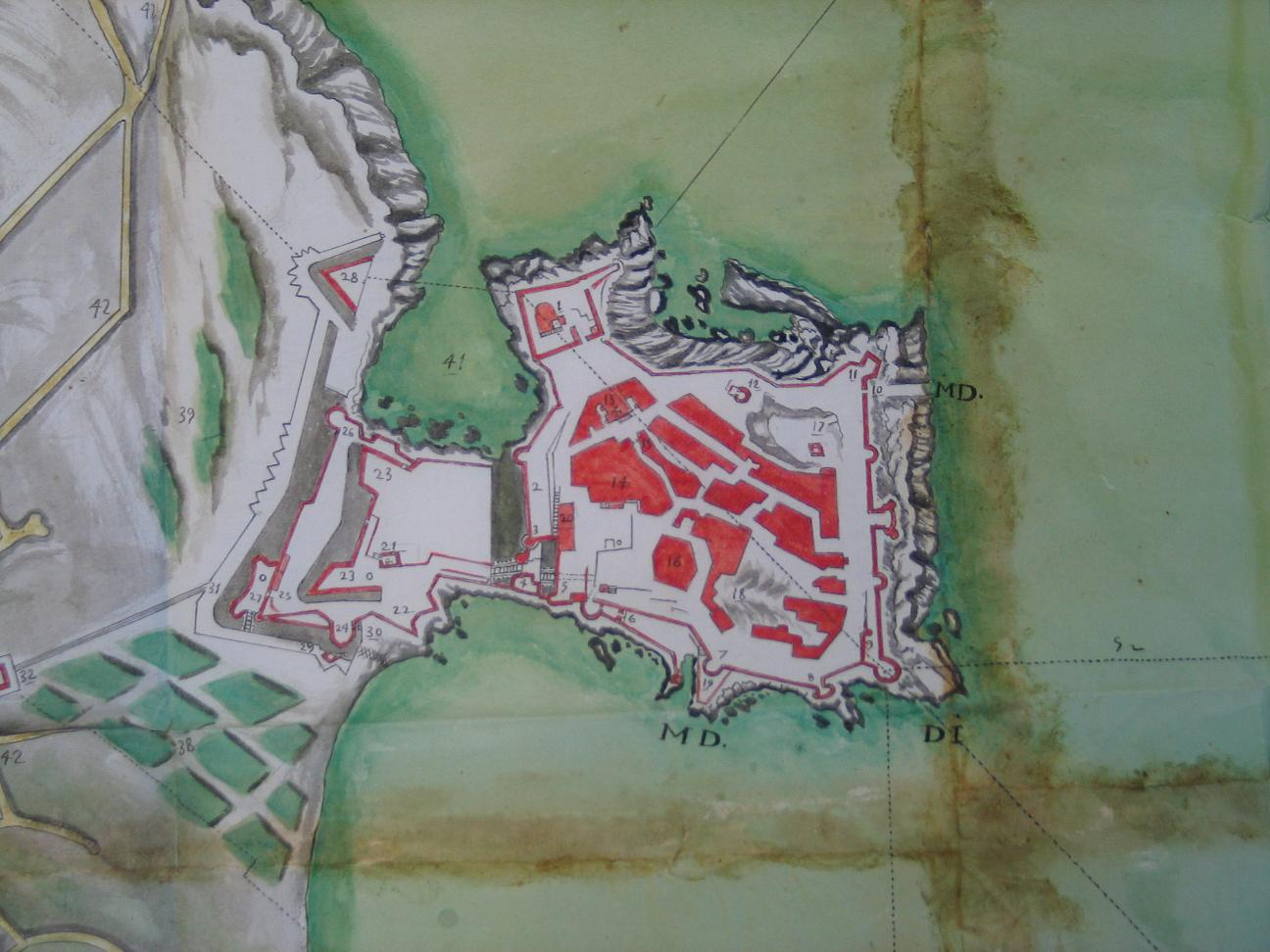
Segle XVII
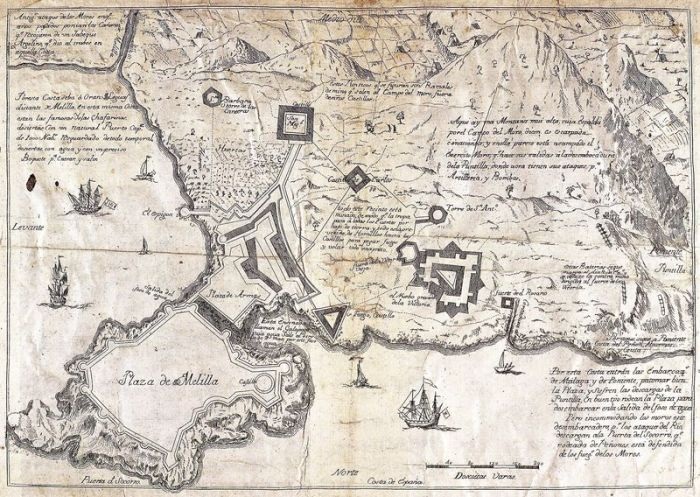
Segle XVIII
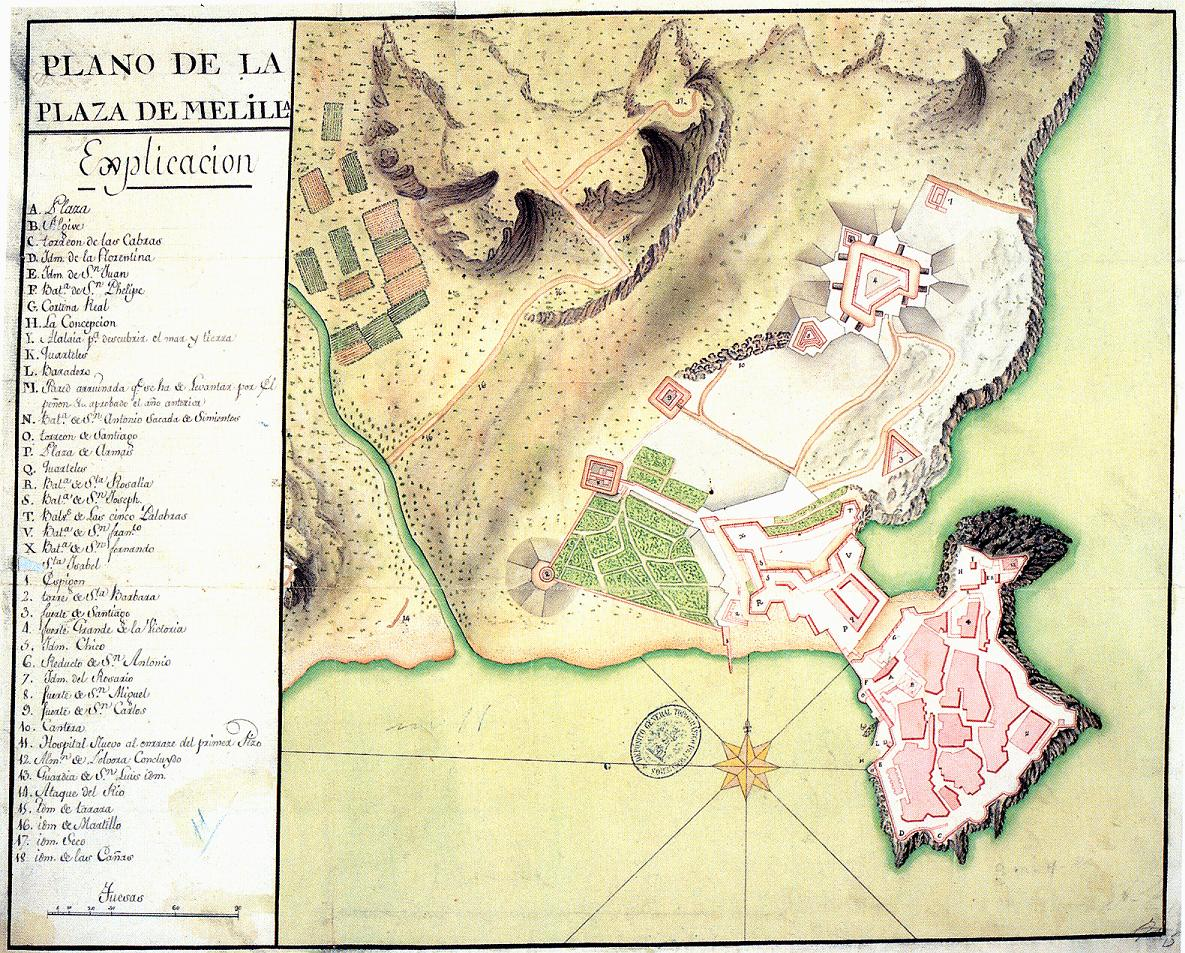
Segle XVII
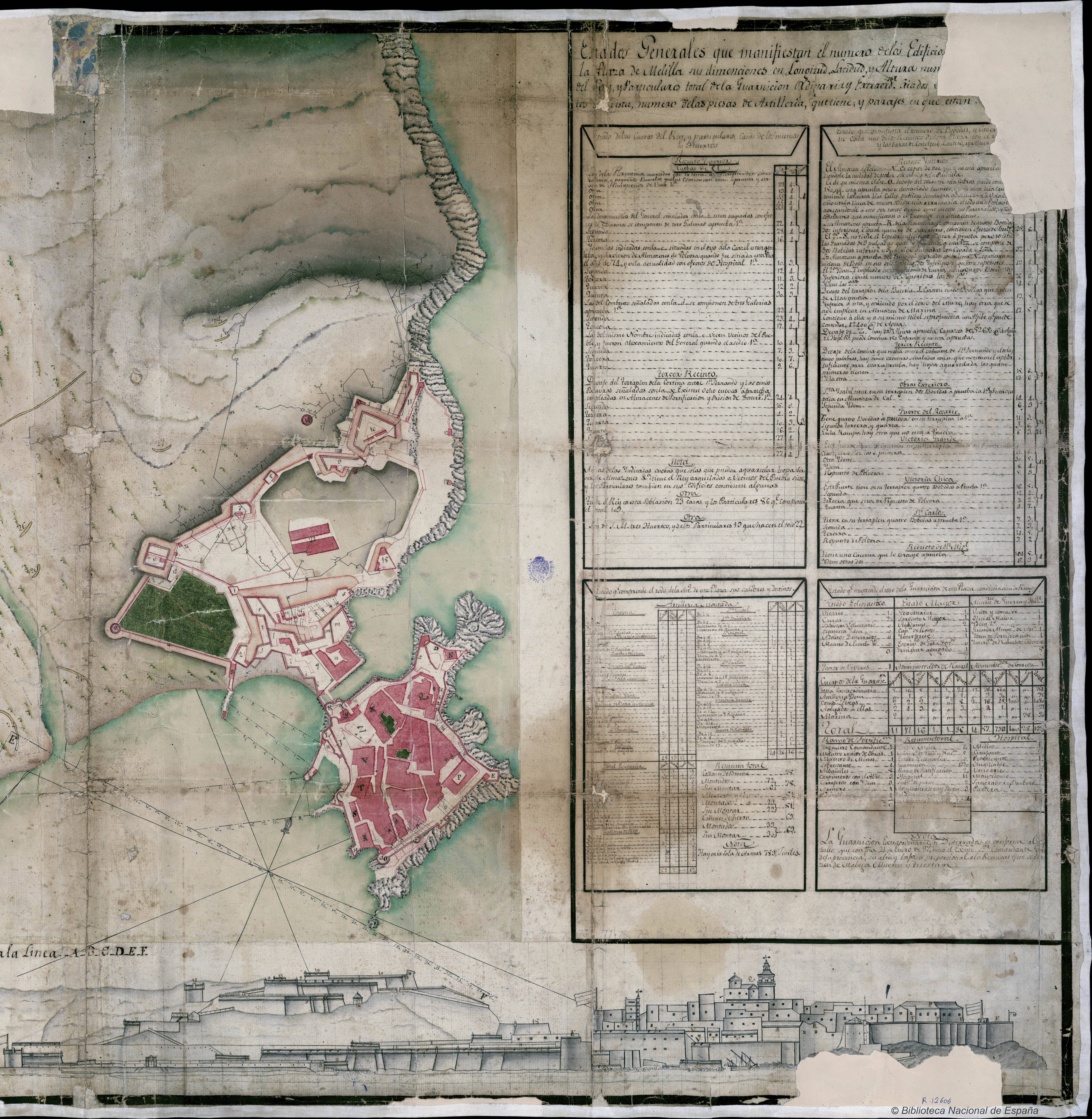
Segle XIX

Va ser construïda entre els segles XVI i XIX, seguint models que van des del Renaixement, fins als baluards de l'escola hispanoflamenca que es construeix durant el període borbònic.
Compta per tant amb una ciutat emmurallada construïda inicialment per enginyers italians i posteriorment per espanyols i professionals vinguts des dels Països Baixos.
Al segle xviii, es van reformar les seves muralles i es van construir una sèrie de baluards i edificis que reflectien l'interès dels reis espanyols per la seva defensa.
Tota aquesta zona va ser declarada Conjunt Històric-Artístic, i actualment forma part del Conjunt Històric Artístic de la Ciutat de Melilla, un Bé d'Interès Cultural.

## Descripció
Està dividida en quatre recintes fortificats:

### Primer Recinte Fortificat
Enclavat al promontori rocós, amb la totalitat dels edificis civils i muralles des del XVI fins al XVIII.

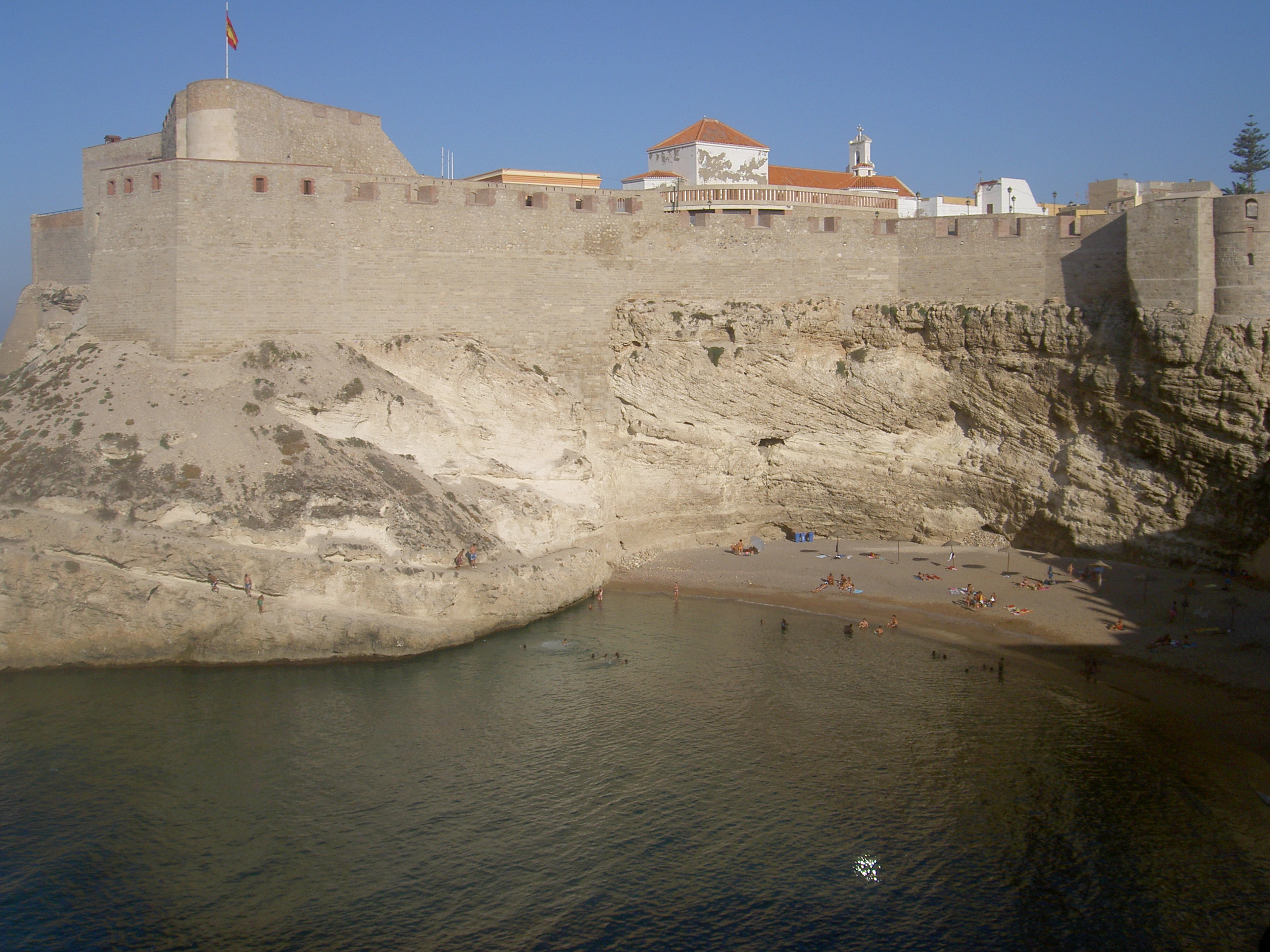
Front de Terra
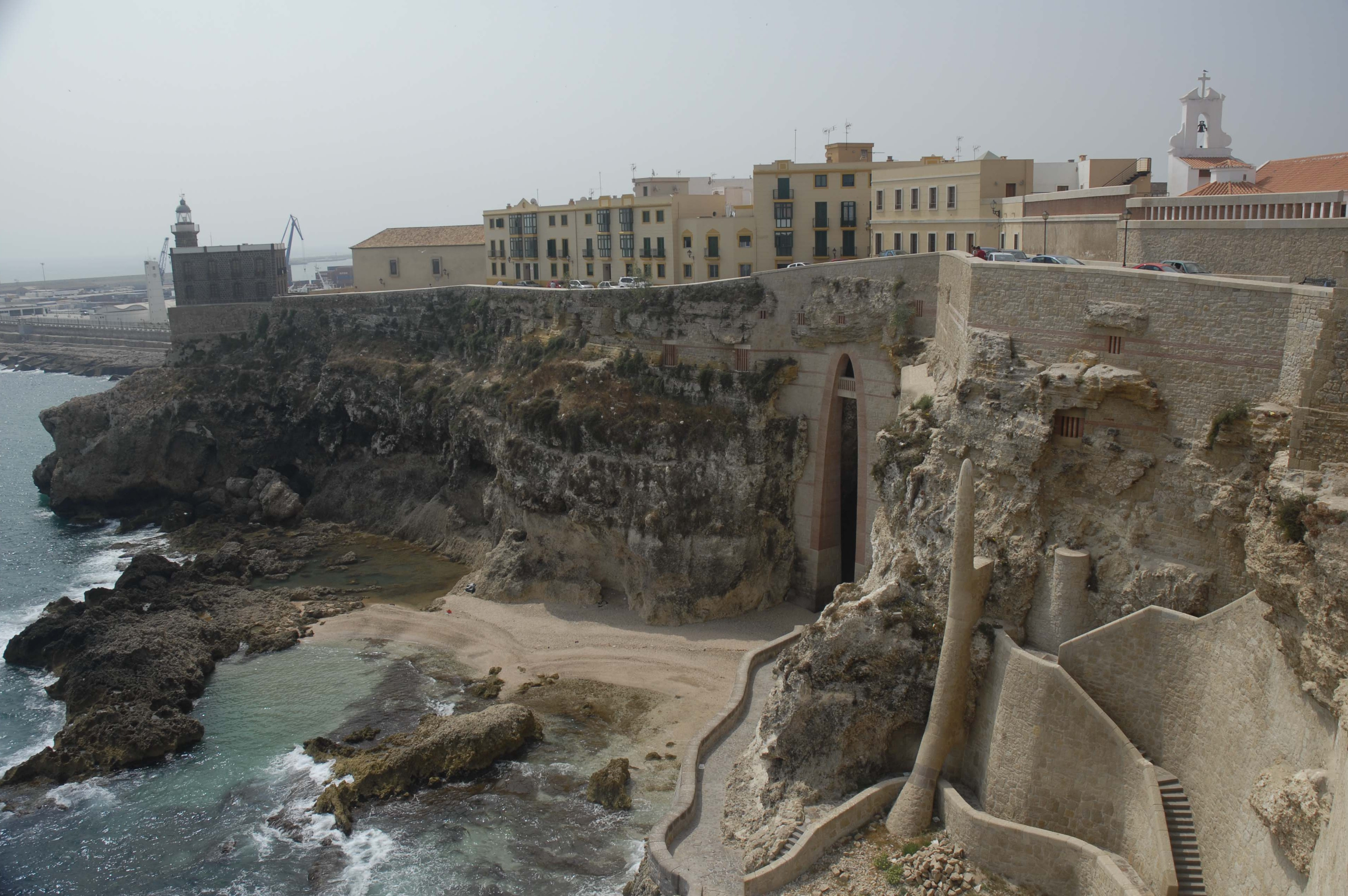
Front de Trápana
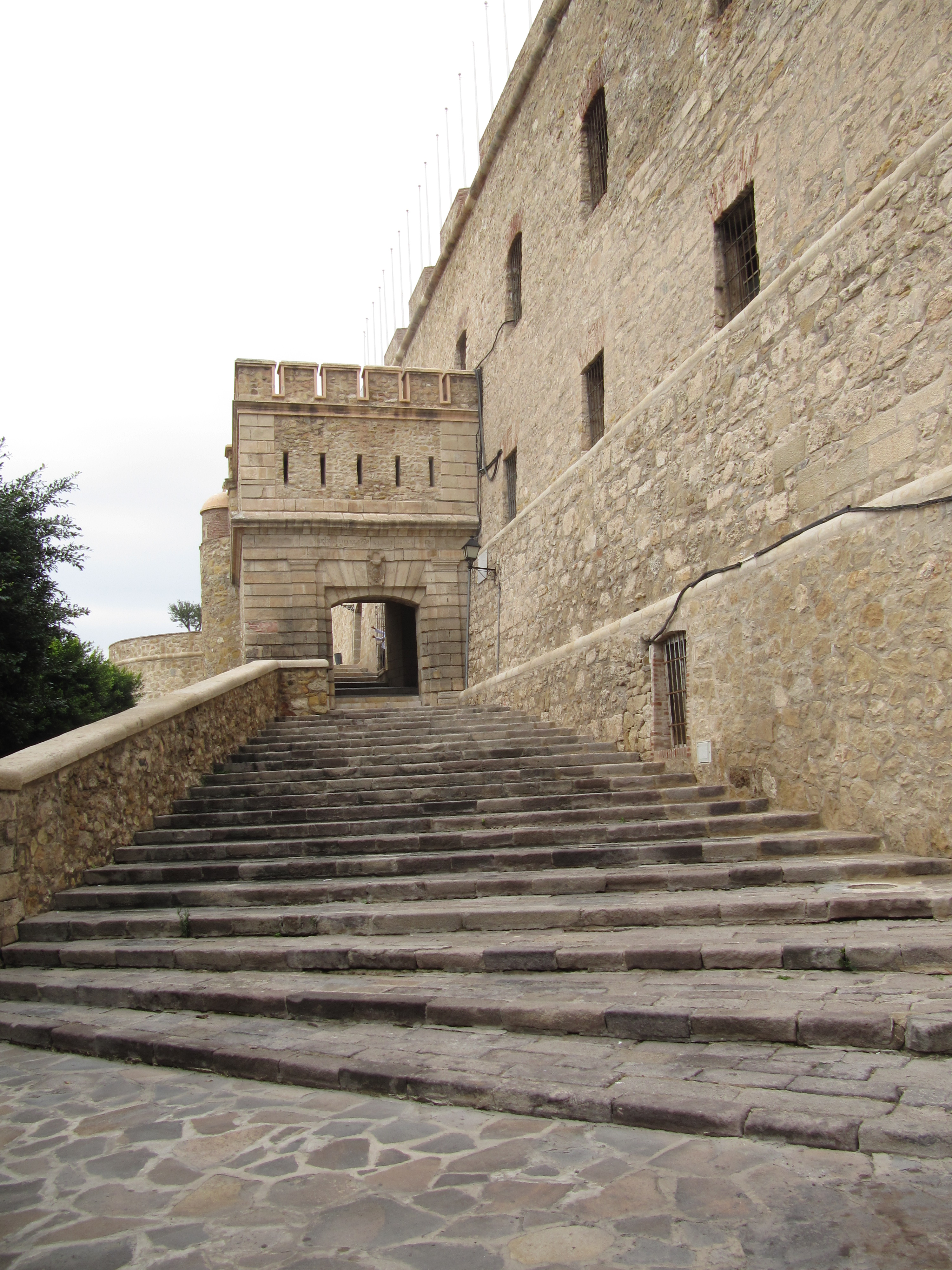
Porta de la Marina
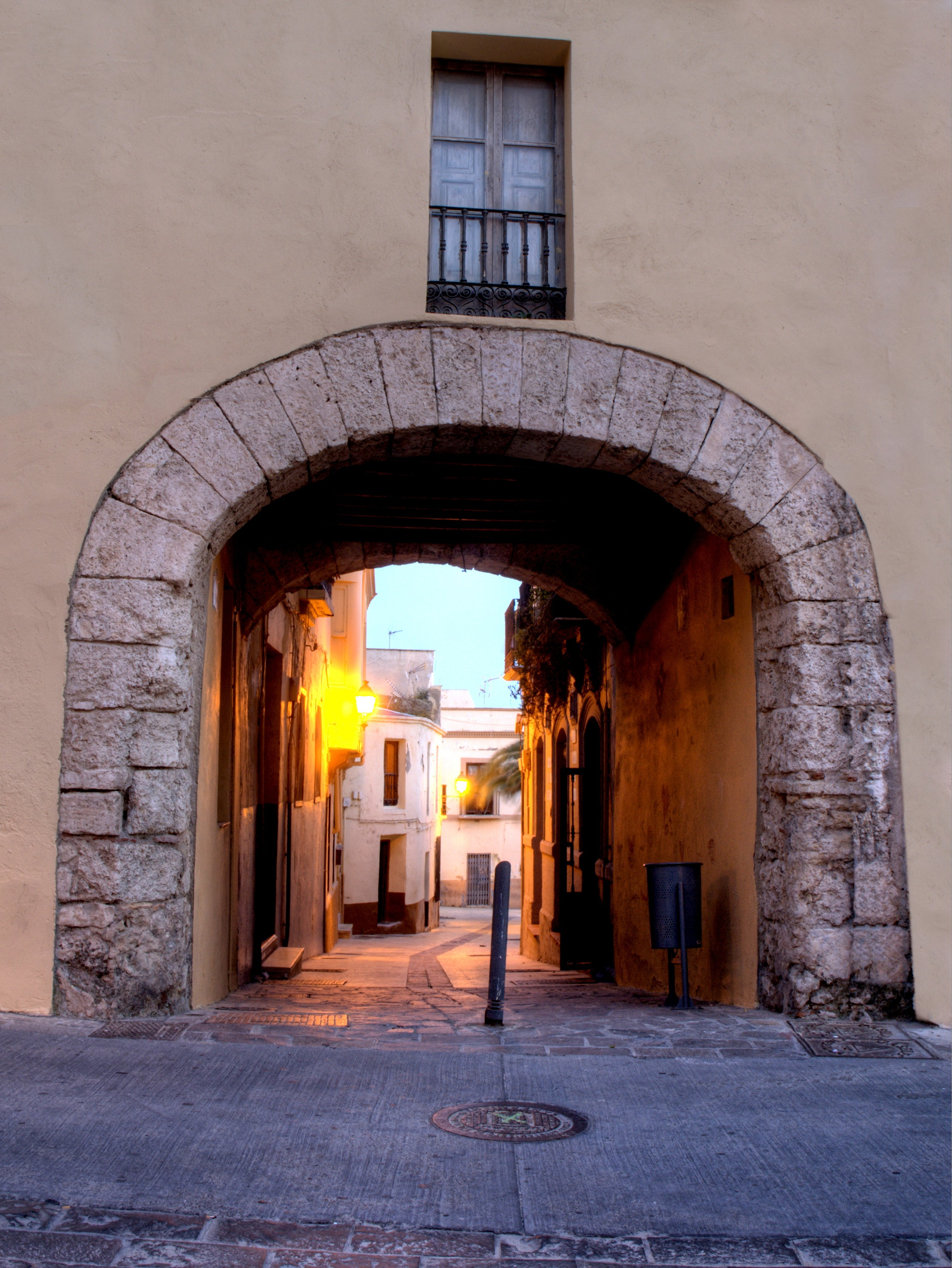
Hospital i botigueja de San Francisco
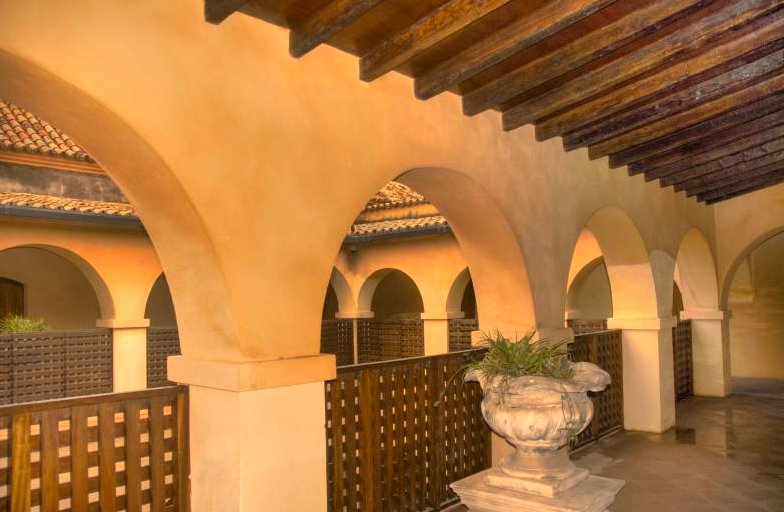
Hospital del Rei (Melilla)

### Segon Recinte Fortificat

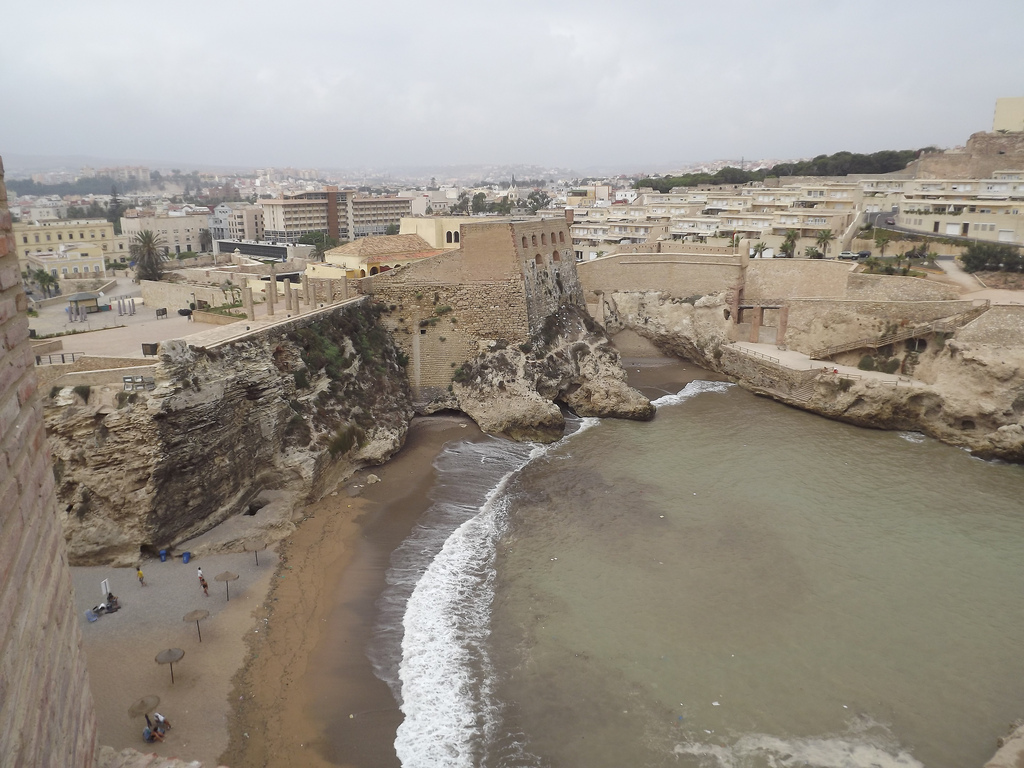
Ensenada dels Galápagos
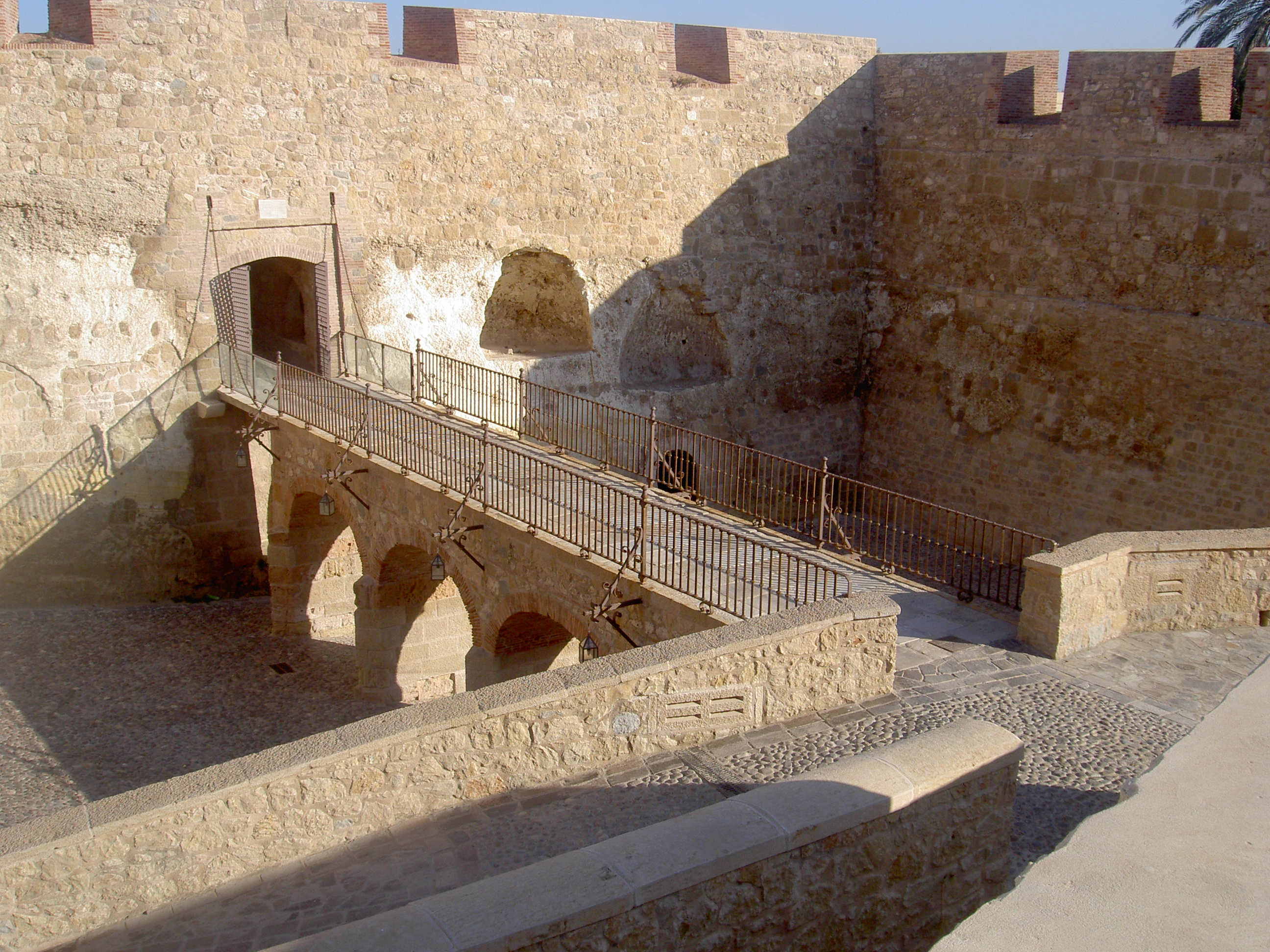
Fós de l'Hornabec
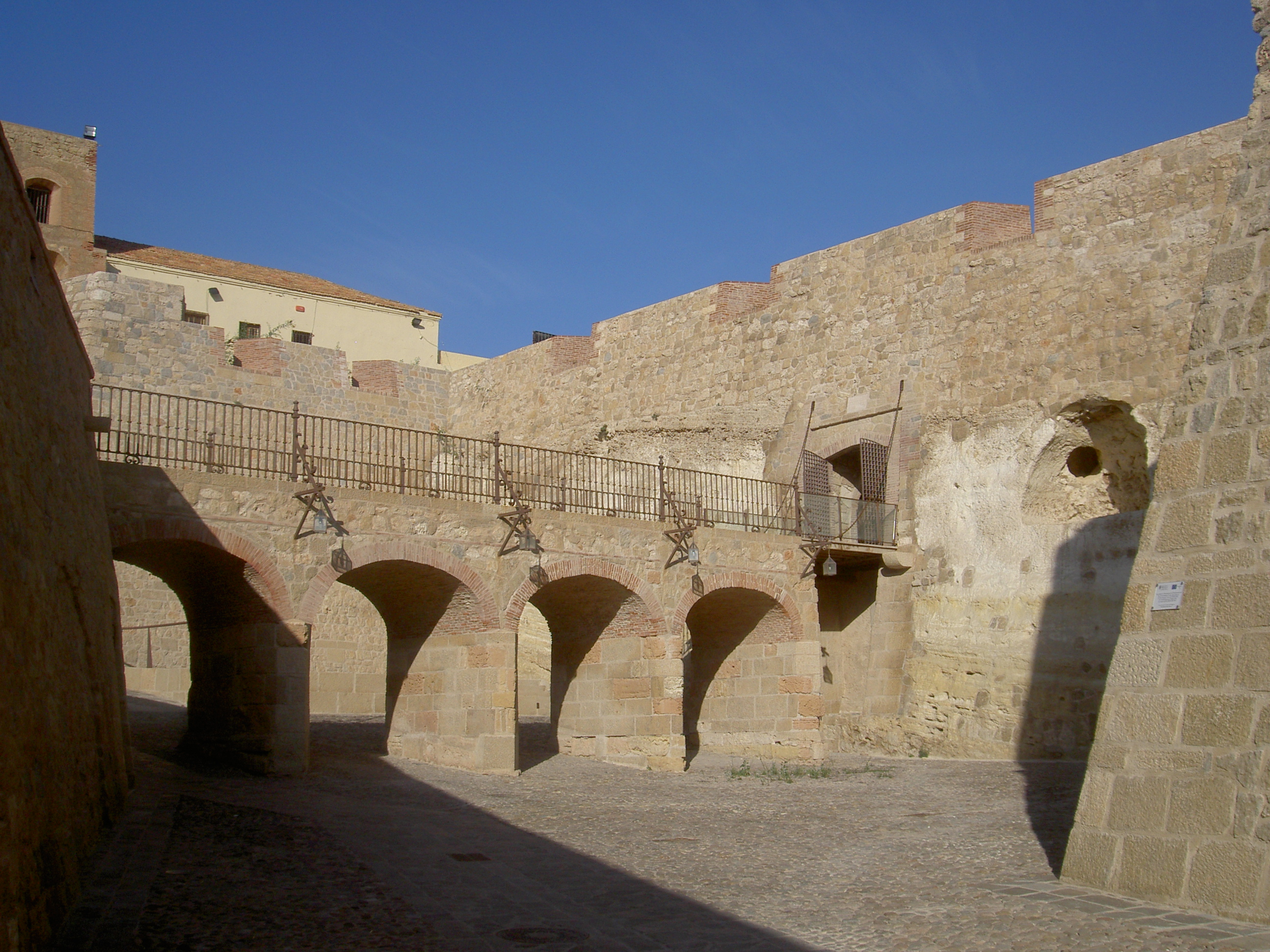
Fós de l'Hornabec
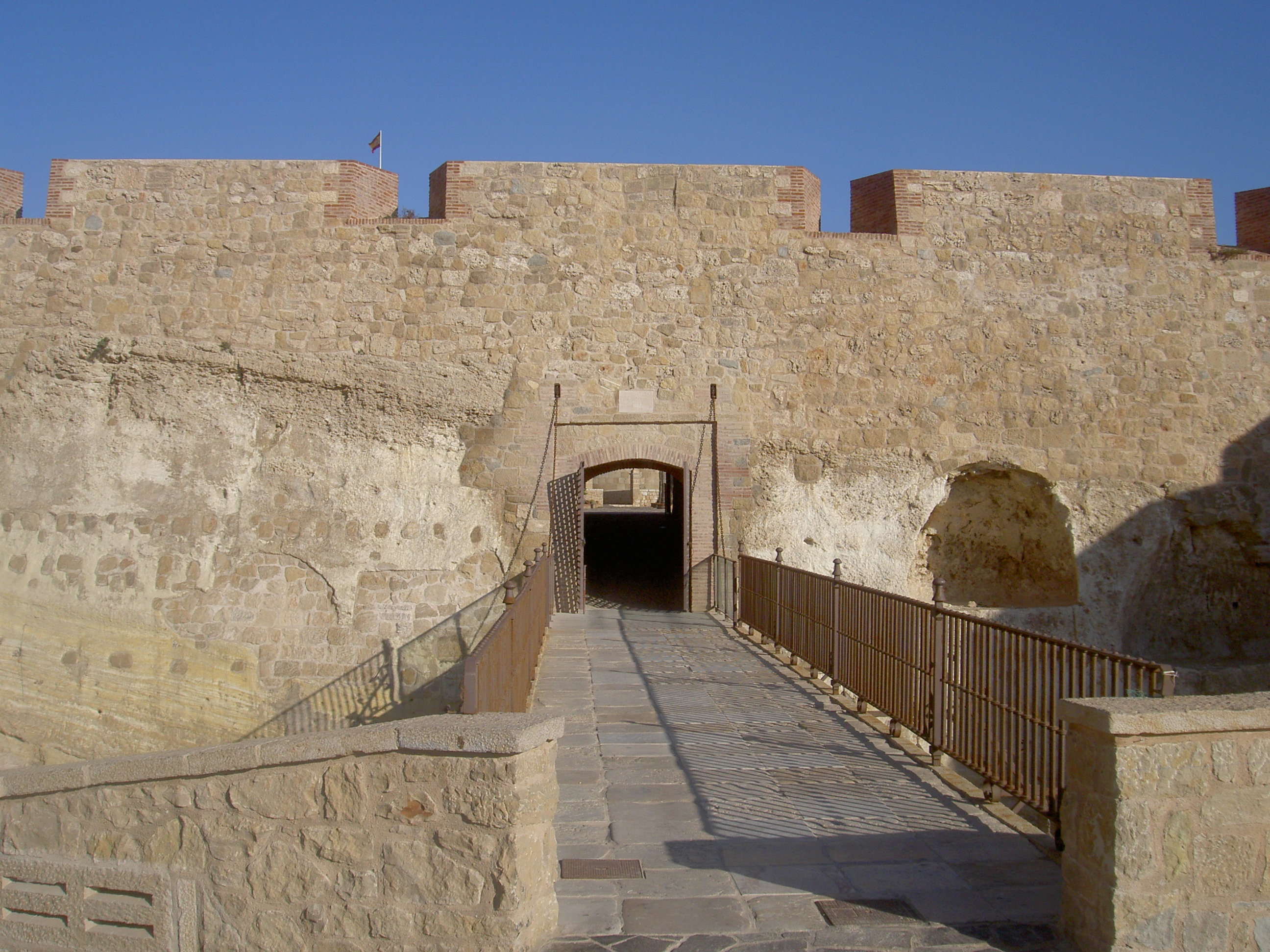
Porta de la Victòria
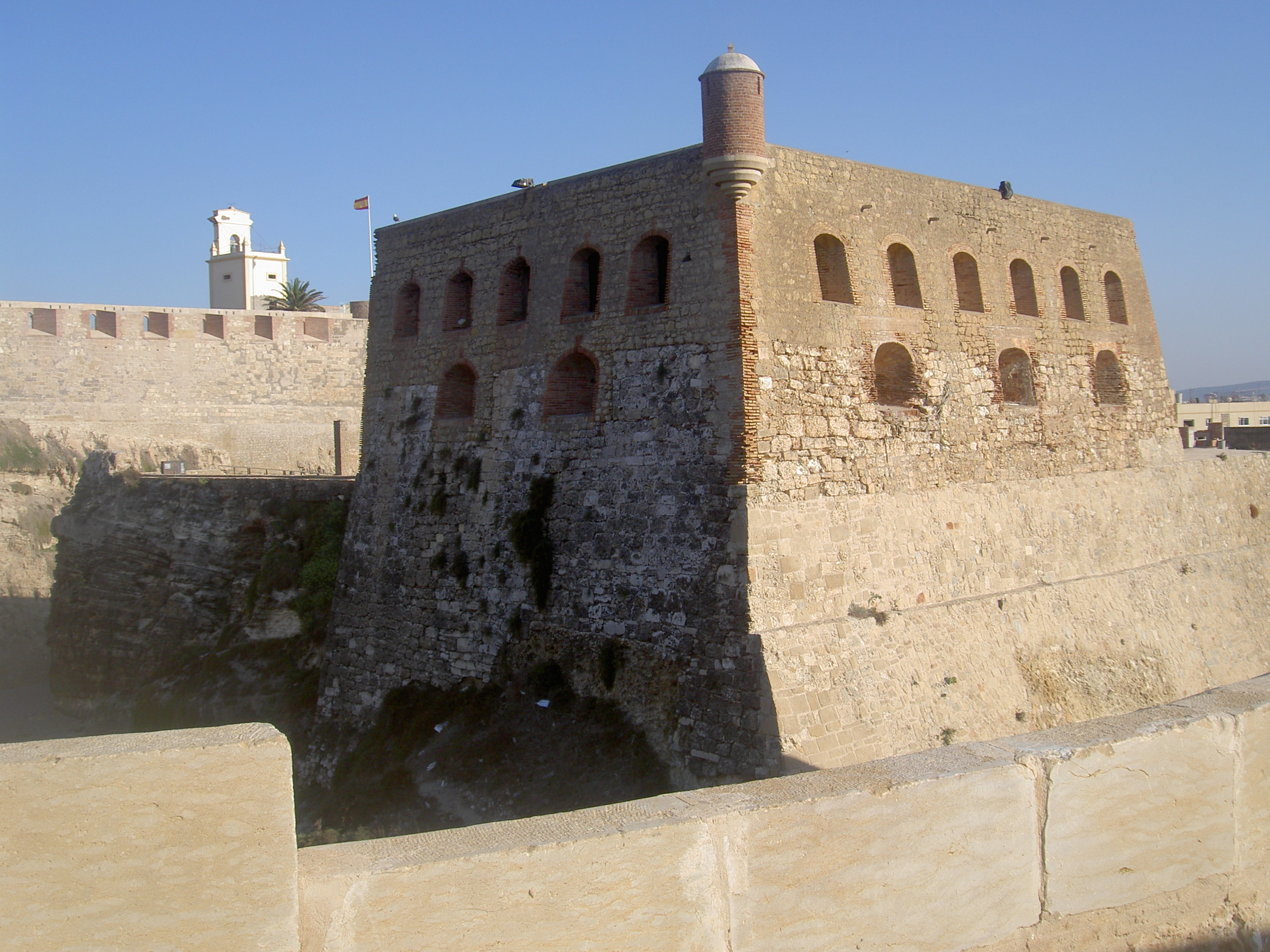
Baluard de Sant Pere Alt

Enclavat a l'istme, amb muralles del XVII i del XVIII

### Tercer Recinte Fortificat
Construït aprofitant la tanca musulmana, amb una porta d'aquella època i la resta del xviii.

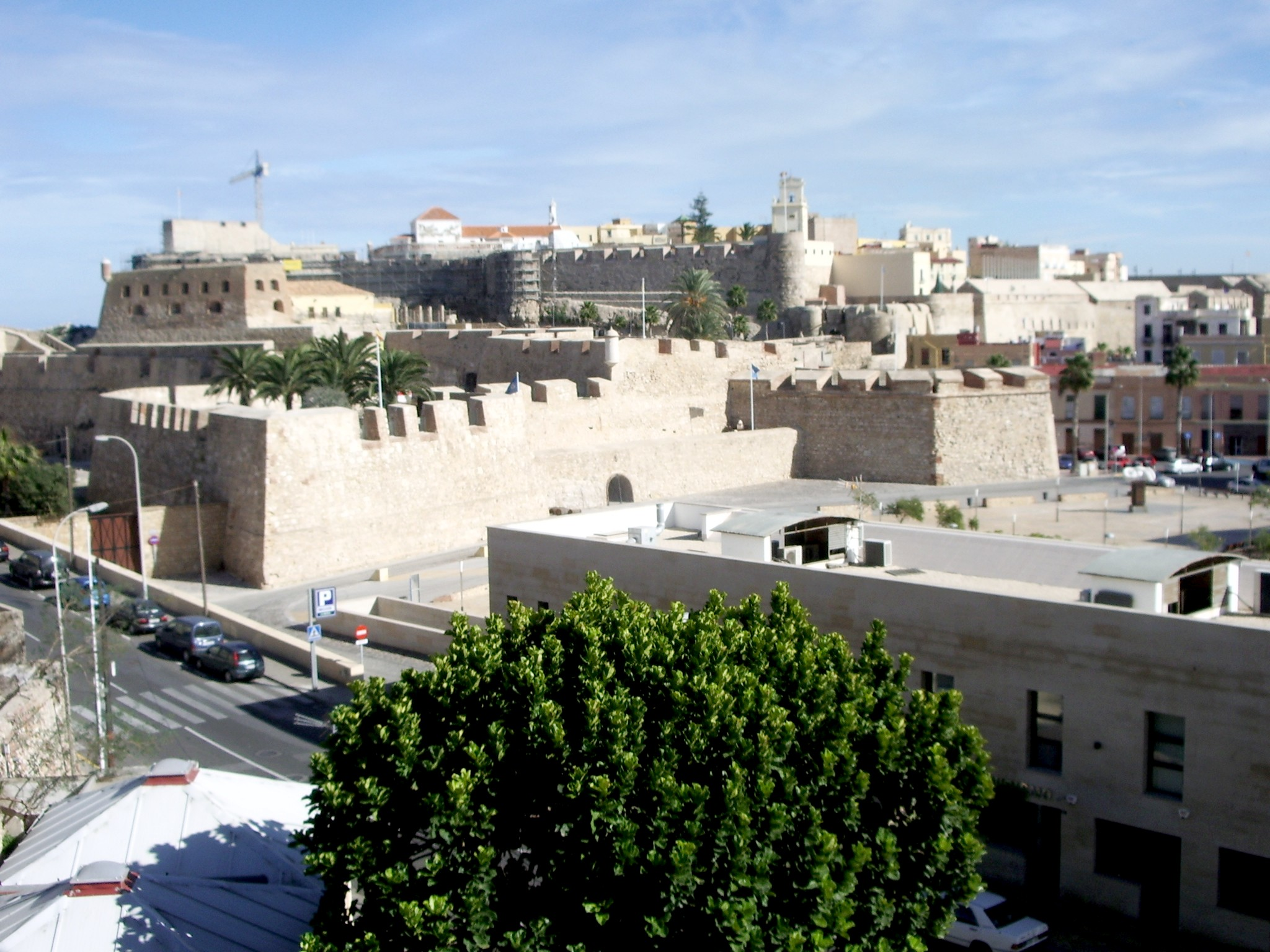
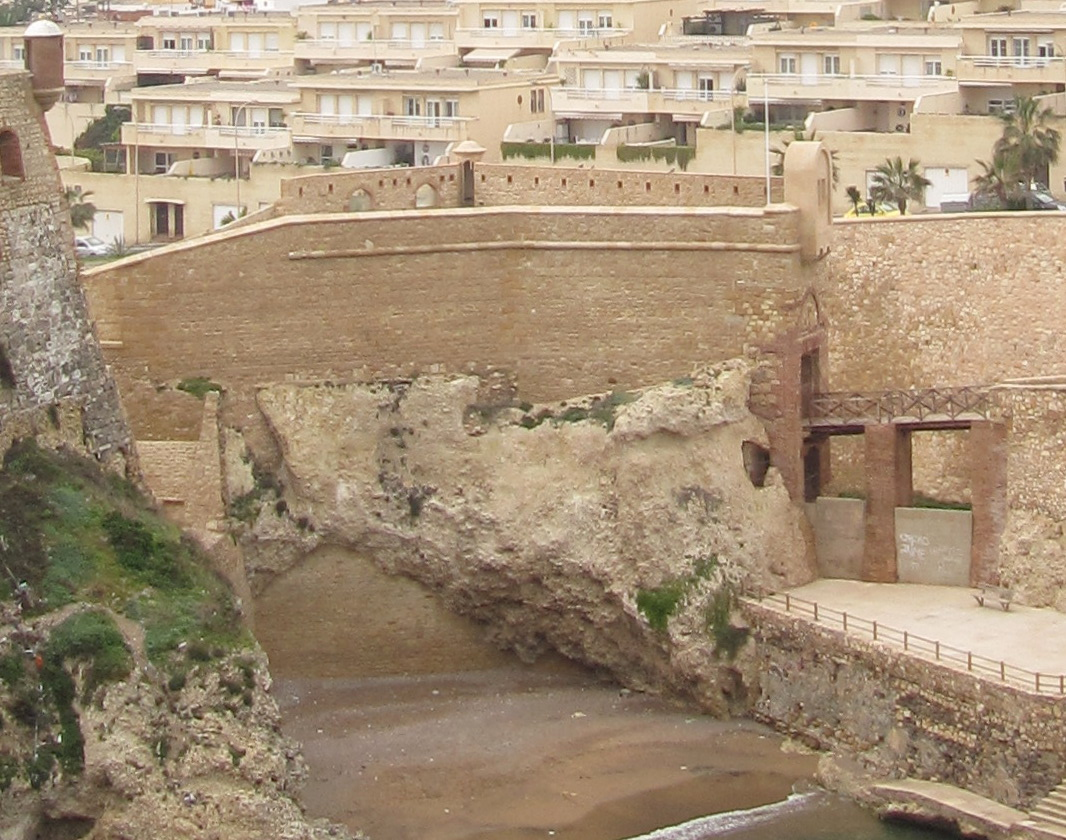
Baluard de les Cinc Paraules

### Quart Recinte Fortificat
Amb fortes del xviii.

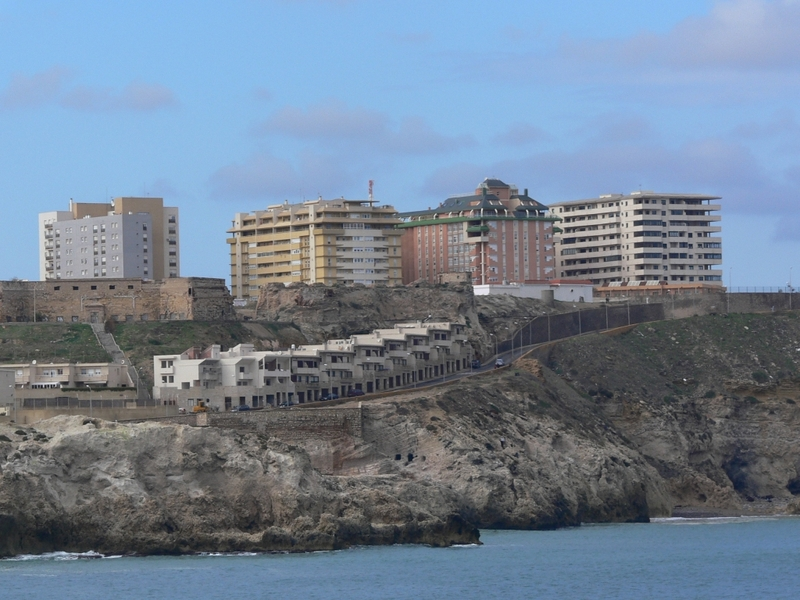
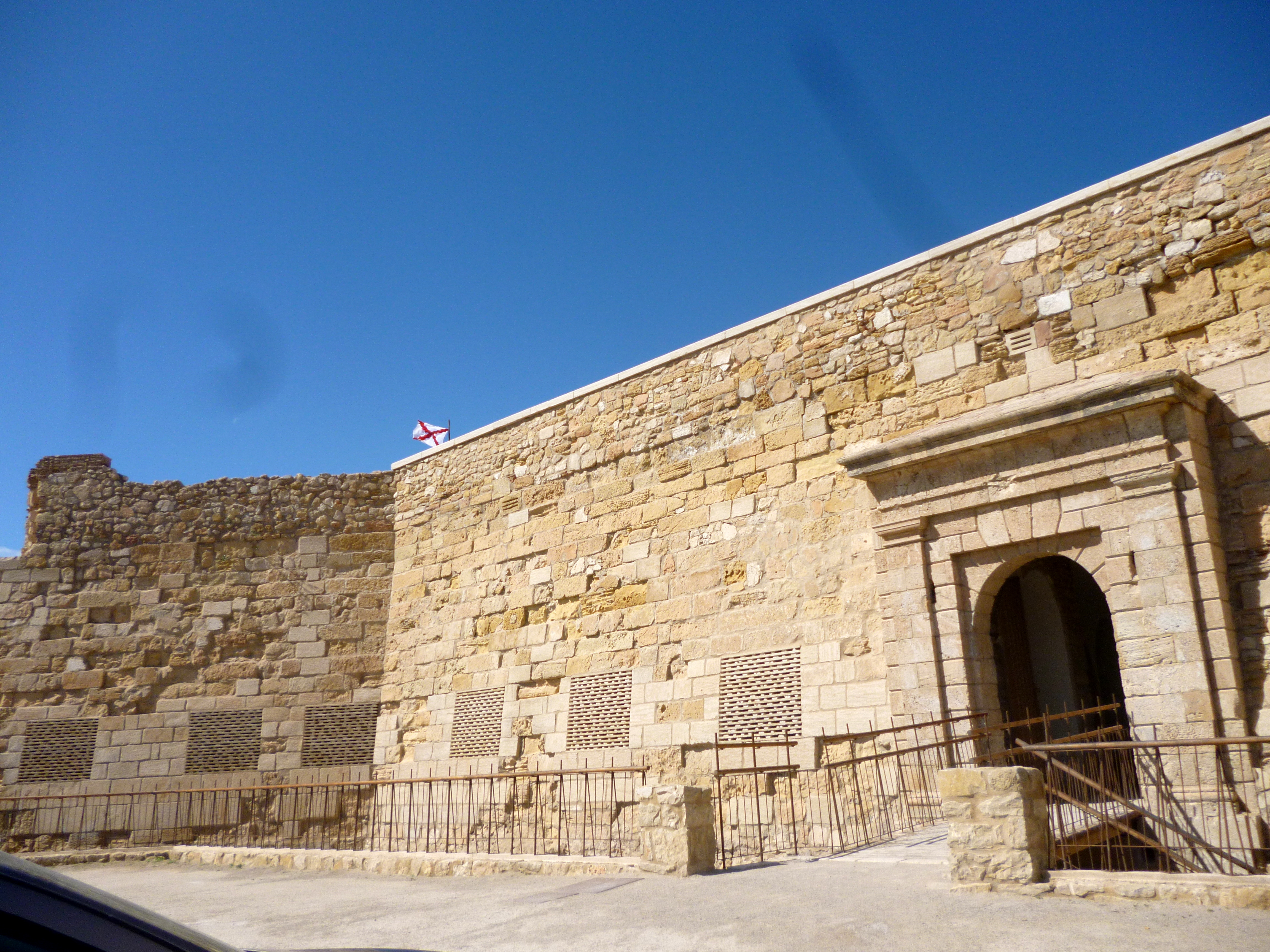
Forta de Victòria Gran